# Platin(IV) selenide
Platin(IV) selenide là một hợp chất vô cơ có thành phần gồm hai nguyên tố là platin và selen, có công thức hóa học PtSe2. Hợp chất này là một hợp chất kim loại chuyển tiếp thuộc nhóm dichalcogenide (TMDC). Là một hợp chất thuộc nhóm dạng lớp, PtSe2 có thể được chia thành các lớp mỏng xuống đến ba nguyên tử dày gọi là đơn lớp.

## Tổng hợp
Minozzi là người đầu tiên báo cáo tổng hợp thành công platin(IV) selenide từ các nguyên tố thành phần vào năm 1909. Platin(IV) selenide có thể được hình thành bằng cách làm nóng các lớp mỏng platin trong hơi khí selen ở nhiệt độ 400 ℃.
Bề mặt platin tiếp xúc với hơi selen ở nhiệt độ 270 ℃ cũng tạo thành hợp chất đơn lớp PtSe2.
Ngoài các phương pháp selen hóa này, PtSe2 cũng có thể được tạo thành bởi sự kết tủa trong dung dịch nước của Pt(IV) được xử lý với hydro selenide hoặc bằng cách đốt nóng platin(IV) chloride với nguyên tố selen.

## Xuất hiện trong tự nhiên
Platin(IV) selenide tồn tại trong tự nhiên dưới dạng khoáng sản có tên gọi là sudovikovit. Khoáng sản này được đặt theo tên của nhà vật lý học người Nga, N.G. Sudovikov (1903–1966). Độ cứng của khoáng vật là từ 2 đến 5⁄2. Khoáng chất sudovikovit đã được tìm thấy trong mỏ Srednyaya Padma, mỏ Velikaya Guba urani-vanadi, thuộc bán đảo Zaonezhie, Cộng hoà Karelia, thuộc Nga.